# Træningsboken
Træningsboken blev udgivet af Kristiania Kredsforbund for Idræt i 1918 på forlaget H. Aschehoug & Co. Bogen er en forløber for Idrætsboken og vejleder indenfor forskellige sportsgrene.  

## Indholdsfortegnelse
| Lægens raad til idrætsmanden |                        | s. 7   |
| Boksning                     | Georg Antonius Brustad | s. 11  |
| Brytning                     | Olaf Thorsen           | s. 29  |
| Cykling                      | Bj. Christensen        | s. 39  |
| Fotball                      | P. Chr. Andersen       | s. 53  |
| Fri idræt                    | Olav Rustad            | s. 71  |
| Roning                       | E. Tønsager            | s. 135 |
| Skiløpning                   | R. Wiborg Thune        | s. 155 |
| Skøiteløpning                | Yngvar Bryn            | s. 163 |
| Svømning                     | Oluf M. Skyberg        | s. 179 |